# セルゲイ・アシュワンデン
セルゲイ・アシュワンデン（Sergei Aschwanden、1975年12月22日- ）は、スイスのベルン出身の柔道選手。階級は81kg級。身長181cm。

## 人物
2000年のシドニーオリンピック81kg級では初戦で敗れた。2001年の世界選手権では初戦で敗れるが、その後敗者復活を勝ち上がり、3位決定戦では中村兼三を袖釣込腰で破って3位となった。2003年の世界選手権では決勝まで進むものの、ドイツのフロリアン・ワナーに小外刈で敗れて2位だった。翌年のアテネオリンピックではまたも初戦で敗れた。その後、2007年に階級を90kg級に上げると、2008年北京オリンピックでは銅メダルを獲得した。

## 主な戦績
- 1997年 - ベルギー国際　優勝(78kg級)

81kg級での戦績
- 1998年 - チェコ国際　2位
- 1999年 - ベルギー国際　2位
- 1999年 - フランス国際　3位
- 1999年 - ドイツ国際　優勝
- 2000年 - チェコ国際　2位
- 2000年 - ヨーロッパ選手権　優勝
- 2001年 - チェコ国際　3位
- 2001年 - 世界選手権　3位
- 2002年 - チェコ国際　2位
- 2003年 - ロシア国際　優勝
- 2003年 - ヨーロッパ選手権　優勝
- 2003年 - 世界選手権　2位
- 2005年 - ヨーロッパ選手権　3位
- 2006年 - ロシア国際　優勝
- 2006年 - ヨーロッパ選手権　3位

90kg級での戦績
- 2007年 - イギリス国際　優勝
- 2008年 - ドイツ国際　優勝
- 2008年 - スペイン国際　2位
- 2008年 - 北京オリンピック　3位